# Presledkovni stik
Preslédkovni stík ali néksus je stik med dvema sosednjima celicama, ki omogoča neposredno povezavo med njima in s tem prosto prehajanje predvsem manjših molekul (zlasti znotrajceličnih glasnikov oziroma sekundarnih obveščevalcev) ter prosto širjenje akcijskega potenciala. Presledkovni stik povezuje med seboj obe citoplazmi. Nahaja se le med živalskimi celicami - pri rastlinskih celicah je analogna oblika povezave plazmodezma. Presledkovni stik gradita dva koneksona - to sta proteinski strukturi, vsaka v svoji celici, ki se stikata in tvorita kanalček - ta kanalček omogoča prehod snovi med celicama.

## Zgradba
Pri vretenčarjih je posamezen konekson presledkovnega stika običajno heksamer beljakovine koneksin (Cx). Presledkovni stiki, zgrajeni iz dveh enakih koneksonov, se imenujejo homotipni presledkovni stiki, heterotipni pa so zgrajeni iz dveh različnih koneksonov.
Celice, povezane med sabo s presledkovnimi stiki, tvorijo električno in metabolno enoto, imenovano tudi sincicij. Specializirani skupki presledkovnih stikov med določenimi živčnimi celicami tvorijo t. i. električno sinapso.

## Lokacija in funkcije
Presledkovni stiki se nahajajo:
- V slabo prekrvljenih tkivih, na primer v očesni leči in kosteh, kjer omogočajo transport hranilnih snovi. Hranilne snovi prehajajo skozi presledkovne stike do celic v notranjosti teh tkiv;
- V žlezah, npr. v jetrih in trebušni slinavki, kjer pomagajo pri sekreciji snovi;
- V srčni mišici in živčevju, kjer omogočajo hitro prevajanje akcijskega potenciala;
- V epitelijih in nevrogliji, kjer pomagajo pri razporejanju stresa na celotno mrežo povezanih celic, npr. pri transportnih aktivnostih, in s tem pri razbremenjevanju neposredno prizadetih celic.[1]

V splošnem omogočajo prehajanje nekaterih ionov, sekundarnih obveščevalcev, kot so ciklični adenozin monofosfat (cAMP), inozitol trifosfat (IP3) in kalcijevi kationi (Ca2+) ter presnovke (metabolite), kot so adenozin monofosfat (AMP), adenozin difosfat (ADP), glutamat in glutaion, vendar ne prepuščajo proteinov in nukleinskih kislin.
V primeru naglega porasta koncentracije kalcijevih ionov (Ca2+) (npr. zaradi prepuščanja plazmaleme kot posledica poškodbe) ali protonov (H+) se presledkovni stiki zaprejo in s tem preprečijo širjenje škodljivega vpliva na druge celice.

## Selektivnost prenosa
Presledkovni stiki omogočajo prehajanje molekul, ki so v splošnem manjše od 1.000 daltonov, čeprav je selektivnost prenosa po vsej verjetnosti odvisna od kompleksne kombinacije električnega naboja, velikosti, oblike in aromatičnosti molekule ter kombinacije različnih koneksinov.

## Medicinski pomen
Mutacije v genih, ki kodirajo koneksine, povzročajo pri človeku več obolenj. Prvo tovrstno obolenje, ki je prikazalo pomen presledkovnih stikov, je bilo Charcot-Marie-Toothova bolezen, ki je vezana na X kromosom in povzroča propad perifernih živcev, s tem pa tudi propad mišic udov. Napake v presledkovnih stikih so povezane tudi z gluhostjo, kožnimi boleznimi ter sivo mreno (katarakta).